# Зоскалес
Зоскалес, Зоскал (старогрчки: Ζωσκαλης) или За Хакала (Хакали, Хакала) (Ге'ез ሃካላ) је био први краљ Краљевине Аксум.

## Биографија
Зоскалес је грчка верзија имена За Хакала (Хакали, Хакала) Ге'ез ሃካላ, што указује на краљево абејско порекло. Подаци о Зоскалесу потичу из 1. века. Он се помиње у Периплусу Еритрејског мора, који каже да је владар Аксума у то време био Зоскал, који је, осим што је владао државом, контролисао и земље у близини Црвеног мора: Адулис (код Масаве) и земље. преко висоравни модерне Еритреје. Помиње се и да је био упознат са старогрчком књижевношћу. 
Зоскалес је првобитно био владар града Аксума. Његов претходник је био начелник За Залеш (За Малис). 76. године ујединио је области око града под својом влашћу и успоставио контролу над Адулијем. Након чега је владао својом државом још 13 година, током којих је поставио темеље за стварање Новог Аксумитског краљевства. Умро је око 100. године, а наследио га је За Дембале (Зе Деме).